# 應援歌
應援歌或加油歌是在专业或业余体育比赛中，与支持特定队伍及运动员相关，观众所用以表达团结和对其支持的歌曲。美国和加拿大常用“Fight Song”一词，新西兰及澳大利亚多用“Team Song”。
许多大学拥有自己的主题应援歌，有些已经超过一百年历史，美国最早的歌是创作于1885年波士顿学院的《为了波士顿》（For Boston）。
在亞洲地區的棒球比賽中，應援歌經常在一個球隊在大量得分的情況下出現，而球員和球迷也因為應援歌而熱血沸騰。

## 特色
1. 節奏緩慢
2. 需要球迷的協助
3. 一首好的應援歌則更需要有一位啦啦隊長的造勢來讓戰歌更整齊也更有氣勢。
4. 為球迷所熟知

## 例子
- 美国海军学院：《起锚歌》
- 哈佛大学：《哈佛一万人》
- 卡内基梅隆大学：《为卡内基的荣誉而战》
- 威斯康星大学麦迪逊分校：《前进，威斯康星》
- 哥伦比亚大学：《咆哮，狮子，咆哮》
- 宾夕法尼亚大学：《红与蓝》
- 耶鲁大学：《斗牛犬》
- 普渡大学：《向普渡致敬》
- 清华大学：《清华优胜歌》
- 庆应义塾大学：《若き血（日语：若き血）》
- 早稻田大学：《第一応援歌・紺碧の空 （页面存档备份，存于）》
- 亞特蘭大勇士：《戰斧歌》
- 日本職棒各球隊：《チャンステーマ》
- 阪神虎：《阪神タイガースの歌（日语：阪神タイガースの歌）》
- 統一獅：《吞霸歌》
- 韓國棒球（朝鲜语：대한민국의 야구）：《疾風街道》